# Artibeus obscurus
Artibeus obscurus är en däggdjursart som beskrevs av Schinz 1821. Artibeus obscurus ingår i släktet Artibeus, och familjen bladnäsor. IUCN kategoriserar arten globalt som livskraftig. Inga underarter finns listade i Catalogue of Life.
Denna fladdermus förekommer i norra Sydamerika öster om Anderna. Habitatet utgörs främst av fuktiga skogar men arten uppsöker även savanner och odlade områden. Individerna vilar i trädens håligheter eller gömda bakom stora blad. De äter frukter och frön.